# Hyndegölen
Hyndegölen är en sjö i Gislaveds kommun i Småland och ingår i Nissans huvudavrinningsområde.